# Thomas Antoine de Mauduit du Plessis
Pour les personnes ayant le même patronyme, voir Mauduit.
Thomas Antoine de Mauduit du Plessis, aussi appelé Mauduit-Duplessis, né le 12 septembre 1753 à Hennebont, mort en mars 1791, est un officier français qui s'illustre pendant la guerre d'Indépendance américaine.
Plus tard colonel du régiment du Port-au-Prince à Haïti, il y réprime sévèrement l'insurrection des Noirs, refuse d'appliquer les décrets de la Révolution française et d'obéir aux ordres reçus de France, et est tué par ses propres soldats.

## Biographie

### Jeunesse
Thomas Antoine de Mauduit du Plessis est un des fils d'Antoine-Joseph de Mauduit (1717-1777), seigneur du Plessis, major de cavalerie, chevalier de Saint-Louis, et de Françoise Anne Hardouin de Cléhinec, fille de Joseph Hardouin de Clehinec, sénéchal de Josselin et subdélégué de l'Intendance.
Thomas Antoine entre au collège, mais s'en évade à douze ans et part voyager. Il s'embarque à Marseille comme mousse, navigue en Méditerranée orientale aux abords du Levant et visite le Moyen-Orient, le Levant, Alexandrie, Constantinople, puis revient en France. Les dessins et les plans qu'il a réalisés en Orient lui permettent d'obtenir l'autorisation et l'appui de son père pour devenir officier d'artillerie.

### Guerre d'Indépendance américaine
Mauduit du Plessis, capitaine, s'embarque à Nantes sur le Mercure, armé par Jean Peltier Dudoyer. Ce sera le seul passager autorisé par Silas Deane avec le chevalier Philippe de Borre. Il rejoint Rochambeau pour participer à la guerre d'Indépendance américaine. Il s'illustre successivement à la prise de New York, à la bataille de Germantown le 4 octobre 1777, puis dans la défense du fort RedBank ou Fort Mercer dont il dirige la résistance, ce qui lui vaut une première citation par le Congrès, puis à Valley Forge, et à la bataille de Monmouth le 28 juin 1778 où il est commandant adjoint de l'artillerie américaine et résiste aux assauts britanniques,.
En récompense, il est promu major de l'armée française, lieutenant-colonel de l'armée américaine avec effet rétroactif, reçoit l'ordre de Cincinnatus et gagne des marques d'estime particulières de George Washington et du Congrès des États-Unis.

### À Saint-Domingue
Nommé colonel en 1787, il prit le commandement de la place et du régiment du Port-au-Prince, à Saint-Domingue. Dans un premier temps, il résista aux menées sécessionnistes des Léopardins de l'Assemblée de Saint-Marc. Plusieurs affrontements sanglants eurent  alors lieu entre d'une part les partisans de cette assemblée, appelés "Pompons rouges", et d'autre part les loyalistes menés par le colonel de Mauduit et appelés "Pompons blancs", en raison des épinglettes blanches qu'ils attachaient sur les poches de leurs chemises.
Les assemblées provinciales, qui avaient été convoquées en exécution des instructions du 28 mars 1790, confirmèrent l'assemblée générale de Saint-Marc, puis Mauduit reçut du gouverneur, le comte de Peynier, l'ordre de dissoudre le comité provincial et de s'emparer de ses membres, pour qu'ils servissent de garants de la conduite ultérieure de l'assemblée générale. Il exécuta cet ordre dans la nuit du 29 au 30 juillet 1790, au cours de laquelle dix à douze hommes furent tués de part et d'autre. Il fait prisonniers une trentaine d'hommes, dont le Major-général de la Garde Jean-Baptiste Rivière de La Souchère qui n'a pas voulu abandonner ses drapeaux. Celui-ci s'embarque aussitôt libéré pour la France, précédant  de quelques jours le départ des Léopardins partis pour plaider leur cause. Mais Barnave ne les écoute pas et ne veut pas entendre les témoins dont Rivière de La Souchère.
Puis il prit vivement parti contre la Révolution française, refusa d'émanciper les esclaves[réf. nécessaire] et, en accord avec le comte de Blanchelande, gouverneur, refusa également de promulguer les décrets français. Ayant désarmé la garde nationale locale, il forma une milice royaliste, fit arrêter les membres du comité colonial et dirigea une répression sanglante, laquelle provoqua une insurrection générale.
Venus de France, les régiments d'Artois et de Normandie débarquèrent sur la Grande Île le 2 mars 1791. Ils fraternisèrent avec la population, lui démontrant que Mauduit n'obéissait pas aux ordres réels de l'Assemblée Nationale constituante. Une délégation des mécontents de la ville profita de cette exaltation et se rendit chez le colonel de Mauduit, le sommant de remettre les drapeaux qu'il avait pris au comité provincial dans la nuit du 29 au 30 juillet 1790, en exigeant qu'il le fît à la tête de son régiment. Il accepta mais, à peine arrivé, fut accablé d'outrages, lynché puis assassiné au milieu de la ville par ses propres soldats.

## Sources bibliographiques
- « Mauduit du Plessis (Thomas Antoine, chevalier de) », dans Pierre Larousse, Grand dictionnaire universel du XIXe siècle, Paris, 1866-1877, tome 10, page 1356 [lire en ligne].
- Prosper Jean Levot, « Mauduit-Duplessis (Thomas Antoine, chevalier de) », dans Prosper Jean Levot, Biographie bretonne: recueil de notices sur tous les Bretons qui se sont fait un nom..., t. 2 [K-Z], Vannes, Cauderan, 1857 (lire en ligne), p. 417-418.
- (en) « Plessis, de Maduit [sic] du (France) », dans Francis Bernard Heitman, Historical Register of Officers of the Continental Army During the War of the Revolution, April, 1775, to December, 1783, Genealogical Publishing Com, 1982 (lire en ligne), p. 444, 667.
- Tugdual de Langlais, Marie-Etienne Peltier, Capitaine corsaire de la République, Éd. Coiffard, 2017, 240 p.  (ISBN 9782919339471).
- Nouvel examen du rapport de M. Barnave à la Constituante sur l'affaire de Saint-Domingue, http://gallica.bnf.fr/ark:/12148/bpt6k44829p/f47.item.zoom